# Regeringen Schröder
Ministärerna Schröder I och II var Tysklands förbundsregering mellan den 27 oktober 1998 och 18 oktober 2005. Den var en koalitionsregering bestående av partierna SPD och Allians 90/De gröna (Grüne) och leddes av förbundskansler Gerhard Schröder. I förbundsdagsvalet 1998 segrade den röd-gröna koalitionen över de borgerliga, CDU/CSU i koalition med FDP, som hade regerat landet sedan 1982 under Helmut Kohls ledning. De gröna, som leddes av utrikesminister och vicekanslern Joschka Fischer, ingick för första gången i en federal regering. En intern strid blossade 1999 upp mellan Schröder och finansministern och tidigare partiledaren Oskar Lafontaine som ledde till att den senare avgick från sin post. Lafontaine lämnade senare SPD och bildade partiet Valalternativet Arbete och social rättvisa (WASG).
I förbundsdagsvalet 2002 segrade åter den röd-gröna koalitionen och regeringen Schröder II svors in den 22 oktober. Efter förbundsdagsvalet 2005 tvingades dock Schröder avgå och hans regering ersattes av regeringen Merkel I som var en stor koalition mellan CDU, CSU och SPD.

## Sammansättning
| Befattning | Namn                      | Ministerium                                                           | Tillträdde | Avgick | Parti     |
| --- | ------------------------- | --------------------------------------------------------------------- | ---------- | ------ | --------- |
| Förbundskansler (Bundeskanzler) | Gerhard Schröder          | Bundeskanzleramt                                                      | 1998       | 2005   | SPD       |
| Förbundskanslerns ställföreträdare, ”vicekansler” (Stellvertreter der Bundeskanzler, ”Vizekanzler”)                                     | Joschka Fischer           | Auswärtiges Amt                                                       | 1998       | 2005   | Grüne     |
| Utrikesminister (Bundesminister des Auswärtigen)                                                                                        | Joschka Fischer           | Auswärtiges Amt                                                       | 1998       | 2005   | Grüne     |
| Inrikesminister (Bundesminister des Innern)                                                                                             | Otto Schily               | Bundesministerium des Innern                                          | 1998       | 2005   | SPD       |
| Justitieminister (Bundesminsterin der Justiz)                                                                                           | Herta Däubler-Gmelin      | Bundesministerium der Justiz                                          | 1998       | 2002   | SPD       |
| Justitieminister (Bundesminsterin der Justiz)                                                                                           | Brigitte Zypries          | Bundesministerium der Justiz                                          | 2002       | 2005   | SPD       |
| Finansminister (Bundesminister der Finanzen)                                                                                            | Oskar Lafontaine          | Bundesministerium der Finanzen                                        | 1998       | 1999   | SPD       |
| Finansminister (Bundesminister der Finanzen)                                                                                            | Hans Eichel               | Bundesministerium der Finanzen                                        | 1999       | 2005   | SPD       |
| Ekonomi- och teknologiminister (Bundesminister für Wirtschaft und Technologie)                                                          | Werner Müller             | Bundesministerium für Wirtschaft und Technologie                      | 1998       | 2002   | opolitisk |
| Ekonomi- och arbetsmarknadsminister (Bundesminister für Wirtschaft und Arbeit)                                                          | Wolfgang Clement          | Bundesministerium für Wirtschaft und Arbeit                           | 2002       | 2005   | SPD       |
| Arbetsmarknads- och socialminister (Bundesminister für Arbeit und Sozialordnung)                                                        | Walter Riester            | Bundesministerium für Arbeit und Sozialordnung                        | 1998       | 2002   | SPD       |
| Livsmedels-, jordbruks- och skogsbruksminister (Bundesminister für Ernährung, Landwirtschaft und Forsten)                               | Karl-Heinz Funke          | Bundesministerium für Ernährung, Landwirtschaft und Forsten           | 1998       | 2001   | SPD       |
| Konsument-, livsmedels- och jordbruksminister (Bundesminister für Verbraucherschutz, Ernährung und Landwirtschaft)                      | Renate Künast             | Bundesministerium für Verbraucherschutz, Ernährung und Landwirtschaft | 2001       | 2005   | Grüne     |
| Försvarsminister (Bundesminister der Verteidigung)                                                                                      | Rudolf Scharping          | Bundesministerium der Verteidigung                                    | 1998       | 2002   | SPD       |
| Försvarsminister (Bundesminister der Verteidigung)                                                                                      | Peter Struck              | Bundesministerium der Verteidigung                                    | 2002       | 2005   | SPD       |
| Familje-, senior-, kvinno- och ungdomsminister (Bundesministerin für Familie, Senioren, Frauen und Jugend)                              | Christine Bergmann        | Bundesministerium für Familie, Senioren, Frauen und Jugend            | 1998       | 2002   | SPD       |
| Familje-, senior-, kvinno- och ungdomsminister (Bundesministerin für Familie, Senioren, Frauen und Jugend)                              | Renate Schmidt            | Bundesministerium für Familie, Senioren, Frauen und Jugend            | 2002       | 2005   | SPD       |
| Hälsominister (Bundesministerin für Gesundheit)                                                                                         | Andrea Fischer            | Bundesministerium für Gesundheit                                      | 1998       | 2001   | Grüne     |
| Hälsominister (Bundesministerin für Gesundheit)                                                                                         | Ulla Schmidt              | Bundesministerium für Gesundheit                                      | 2001       | 2002   | SPD       |
| Hälso- och socialförsäkringsminister (Bundesministerin für Gesundheit und Soziale Sicherung)                                            | Ulla Schmidt              | Bundesministerium für Gesundheit und Soziale Sicherung                | 2002       | 2005   | SPD       |
| Trafik- och bostadsminister (Bundesminister für Verkehr, Bau- und Wohnungswesen)                                                        | Franz Müntefering         | Bundesministerium für Verkehr, Bau- und Wohnungswesen                 | 1998       | 1999   | SPD       |
| Trafik- och bostadsminister (Bundesminister für Verkehr, Bau- und Wohnungswesen)                                                        | Reinhard Klimmt           | Bundesministerium für Verkehr, Bau- und Wohnungswesen                 | 1999       | 2000   | SPD       |
| Trafik- och bostadsminister (Bundesminister für Verkehr, Bau- und Wohnungswesen)                                                        | Kurt Bodewig              | Bundesministerium für Verkehr, Bau- und Wohnungswesen                 | 2000       | 2002   | SPD       |
| Trafik- och bostadsminister (Bundesminister für Verkehr, Bau- und Wohnungswesen)                                                        | Manfred Stolpe            | Bundesministerium für Verkehr, Bau- und Wohnungswesen                 | 2002       | 2005   | SPD       |
| Miljöminister (Bundesminister für Umwelt, Naturschutz und Reaktorsicherheit)                                                            | Jürgen Trittin            | Bundesministerium für Umwelt, Naturschutz und Reaktorsicherheit       | 1998       | 2005   | Grüne     |
| Utbildnings- och forskningsminister (Bundesministerin für Bildung und Forschung)                                                        | Edelgard Bulmahn          | Bundesministerium für Bildung und Forschung                           | 1998       | 2005   | SPD       |
| Biståndsminister (Bundesministerin für Wirtschaftliche Zusammenarbeit und Entwicklung)                                                  | Heidemarie Wieczorek-Zeul | Bundesministerium für wirtschaftliche Zusammenarbeit und Entwicklung  | 1998       | 2009   | SPD       |
| Minister för särskilda uppgifter, chef för Förbundskanslerns kansli (Bundesminister für besondere Aufgaben, chef des Bundeskanzleramts) | Bodo Hombach              | Bundeskanzleramt                                                      | 1998       | 1999   | SPD       |

## Bilder
| Schröder I | Schröder II |
| ---------- | ----------- |
|            |             |

## Fotnoter
1. ↑  Frank-Walter Steinmeier var chef för Bundeskanzleramt 1999–2005, dock i egenskap av statssekreterare och icke såsom regeringsledamot.